# Emre Taşdemir
Emre Taşdemir (* 8. August 1995 in Yenimahalle, Provinz Ankara) ist ein türkischer Fußballspieler.

## Karriere

### Vereinskarriere
Taşdemir kam 1995 im Landkreis Yenimahalle der Provinz Ankara auf die Welt und begann 2007 in der Jugend von Etimesgut Şekerspor mit dem Vereinsfußball. 2009 wechselte er in die Jugend von Ankaraspor und ein Jahr später in die von MKE Ankaragücü. Nachdem Ankaragücü ab dem Herbst 2011 in finanzielle Engpässe geriet und über lange Zeit die Spielergehälter nicht zahlen konnte, verließen viele Spieler den Verein. So musste der Vorstand die abgewanderten Spieler durch Talente aus der Reservemannschaft und den Jugendmannschaften ersetzen. Auch die meisten eingesetzten Talente wurden von anderen Klub abgeworben, sodass man zu jeder neuen Transferperiode immer neue Spieler aus der Jugend in die Profimannschaft aufnehmen musste. So erhielt auch Taşdemir im Januar 2013 einen Profi-Vertrag und zählte von da ab zum Profi-Kader. Sein Profidebüt gab er während der Zweitligapartie vom 3. März 2013 gegen Bucaspor.
Im Sommer 2014 wechselte Taşdemir zum Erstligisten Bursaspor. Hier fand er bis zur Winterpause keine Beachtung in den Mannschaftsplanungen vom Cheftrainer Şenol Güneş. Ab Neujahr 2015 wurde aber anfangs sporadisch und gegen regelmäßig eingesetzt. Der Vertrag zwischen Taşdemir und Bursaspor wurde am 4. Januar 2019 aufgelöst.
Galatasaray Istanbul gab am 10. Januar 2019 die Verpflichtung von Taşdemir bekannt. Im Januar 2020 wurde Taşdemir für den Rest der Saison 2019/20 an Kayserispor ausgeliehen.
Taşdemir wechselte August 2021 auf Leihbasis zum Aufsteiger Giresunspor.

### Nationalmannschaftskarriere
Taşdemir durchlief die türkische U-15-, U-16- und U-17-Jugendnationalmannschaft.
Nachdem er bei Bursaspor über längere Zeit zu überzeugen wusste, wurde Taşdemir im Mai 2015 im Rahmen eines Qualifikationsspiele der EM 2016 und eines wenige Tage vorher stattfindenden Testspiels vom Nationaltrainer Fatih Terim zum ersten Mal in seiner Karriere in das Aufgebot der türkischen Nationalmannschaft nominiert. Im Testspiel gegen die bulgarische Nationalmannschaft vom 8. Juni 2015 gab er sein A-Länderspieldebüt.

## Erfolge
Galatasaray Istanbul
- Türkischer Meister: 2018/19, 2022/23
- Türkischer Pokalsieger: 2018/19